# Rainald von Dassel

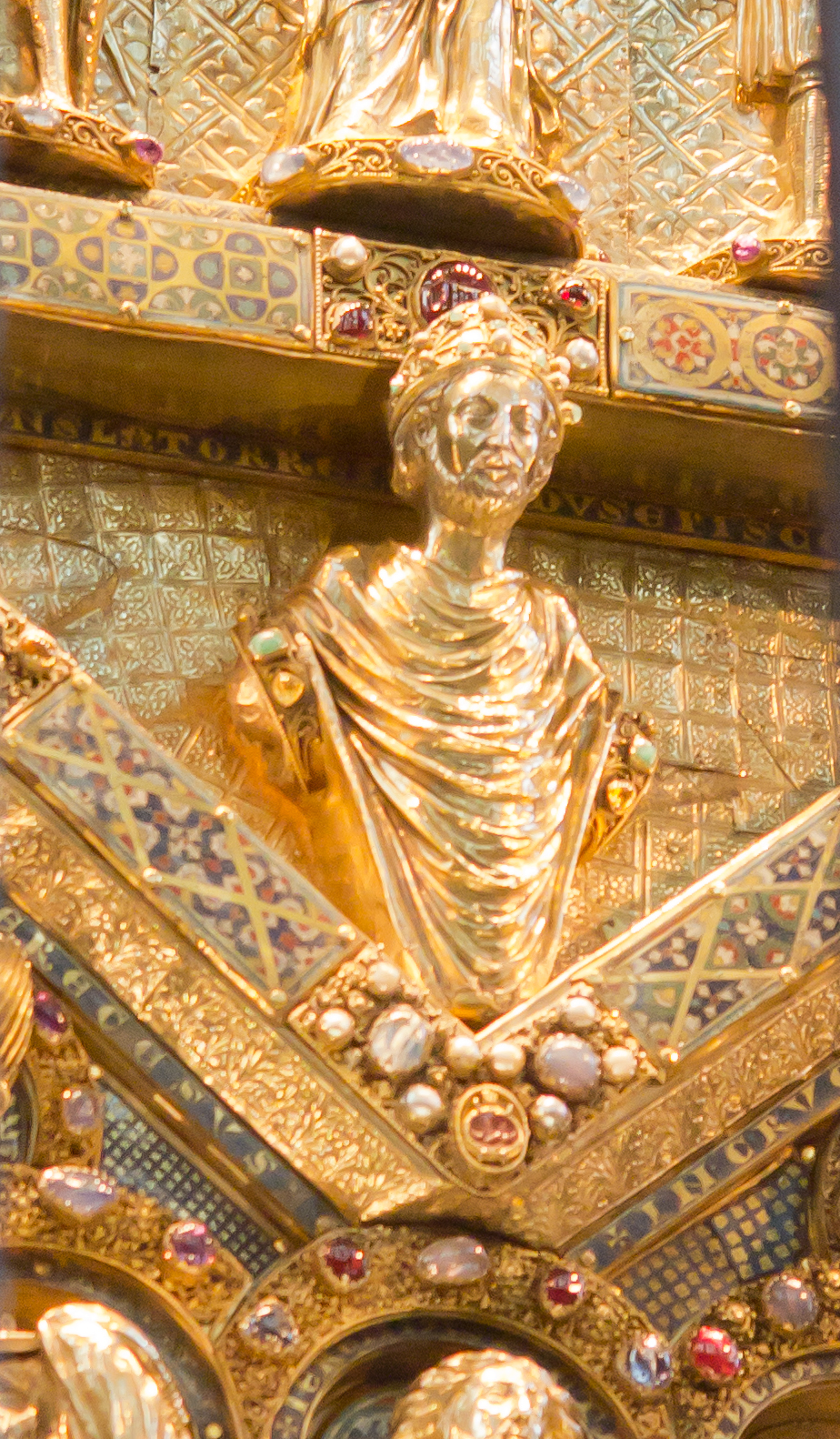
Rainald von Dassel – Porträt auf dem Dreikönigenschrein im Kölner Dom

Rainald von Dassel (* zwischen 1114 und 1120; † 14. August 1167 in Rom) war von 1159 bis 1167 Erzbischof von Köln und Erzkanzler für Italien. Er war engster Berater von Friedrich I. und nahm maßgeblich Einfluss auf die kaiserliche Politik insbesondere in Italien und in der Auseinandersetzung mit dem Papsttum. Obwohl er nur wenig Zeit im Erzbistum Köln verbrachte, hat er auch dort nachhaltig gewirkt. Seine Überführung der Gebeine der Heiligen Drei Könige von Mailand nach Köln hat der Stadt einen starken Strom von Pilgern gebracht. Damit wurde auch die wirtschaftliche Bedeutung Kölns gestärkt.

## Familie
Rainald stammte aus dem Geschlecht der Grafen von Dassel. Die Familie war mit den Erzbischöfen von Mainz eng verbunden und schloss sich nach 1138 den Staufern an. Als einziger seiner Familie hat Rainald überregionale Bedeutung erlangt. Rainald war der zweite Sohn des Grafen Reinold I. von Dassel. Die Mutter war Mathilde von Schauenburg. Sein Geburtsdatum ist nicht ganz klar, wahrscheinlich ist 1120. Der ältere Bruder Ludolf I. wurde Erbe der Grafschaft, die Schwester Gepa Äbtissin von St. Ursula in Köln.

## Aufstieg im Kirchendienst

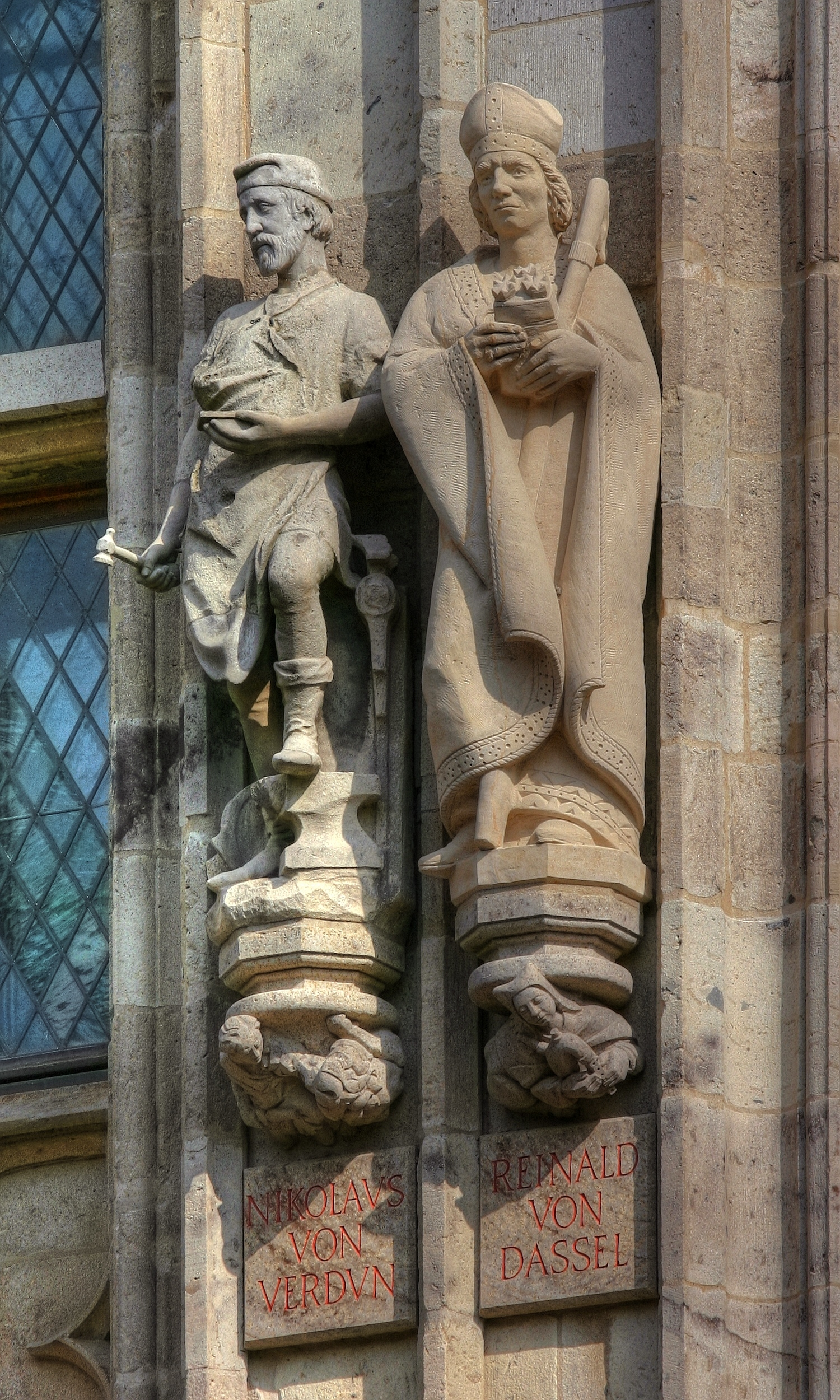
Statue des Rainald von Dassel (links daneben Nikolaus von Verdun) am Turm des Kölner Rathauses

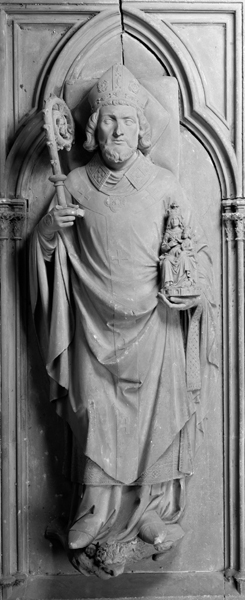
Liegefigur Rainalds von Dassel von Alexander Iven (1905)

Er wurde in der Domschule von Hildesheim, dem heutigen Gymnasium Mariano-Josephinum Hildesheim, ausgebildet und studierte in Paris. Dort hörte er unter anderem bei Adam Parvipontanus.
Um 1146 war er als Subdiakon und Domcellarius in Hildesheim tätig; damit war er für die wirtschaftlichen Belange des Domstifts zuständig. Im Domkapitel lehnte er sich eng an den Dompropst und späteren Bischof von Passau Konrad von Babenberg an. Er wurde um 1148 dessen Nachfolger als Dompropst.
Rainald wurde mit bedeutenden Aufgaben betraut. So reiste er zusammen mit Wibald von Stablo 1146 nach Rom. Damit bekam er Kontakt zu einem der führenden Gesandten und Politiker im Umfeld des Hofes. Mit diesem blieb er auch später im Briefkontakt. 1148 vertrat er den Bischof Bernhard I. von Hildesheim auf dem Konzil von Reims. Dort erregten seine Äußerungen allgemeine Aufmerksamkeit, so dass er von Johannes von Salisbury in den Historia pontificalis erwähnt wurde. In der Folge wurde er Propst des Stifts St. Mauritius in Hildesheim, des Petersstifts in Goslar (1153), des Domkapitels in Münster (1154), des Stifts St. Servatius in Maastricht (1156) sowie des St. Victorstifts in Xanten (1159). Er war Freund gelehrter Männer und bewandert in antiken Schriften. Auf sein Betreiben hin wurde in Hildesheim die erste steinerne Brücke über die Innerste gebaut. Als 1153 die Wahl eines neuen Bischofs in Hildesheim anstand, verzichtete er auf eine Kandidatur zu Gunsten von Bruno von Hildesheim.

## Kaiserlicher Kanzler
Er hatte seit längerem Kontakt zum königlichen Hof. Im Mai 1156 wurde er daher von Kaiser Friedrich I. Barbarossa in die Reichskanzlei berufen. Zwischen beiden bestand ein enges vertrauensvolles Verhältnis. Rainald wurde zum engsten Vertrauten des Herrschers und bestimmte dessen Politik bis zu seinem Tod entscheidend mit. Ob er eigenhändig Urkunden ausgefertigt hat, ist unklar. Von ihm stammen aber neue Begriffe, die er in die Urkunden einfügen ließ. Darunter war auch der Ausdruck des sacrum imperium. Diesen verwandte er 1157 erstmals, auch um gegenüber dem Papst die kaiserliche Position zu betonen. Rainald übersetzte auf dem Hoftag von Besançon im Oktober 1157 den von Papst Hadrian IV. in einem Brief benutzten Begriff Beneficium als Lehen und nicht als Wohltat. Dies führte zu heftigen Auseinandersetzungen mit dem Kardinallegaten Rolando Bandinelli, der später Papst Alexander III. wurde.
Zusammen mit Otto von Wittelsbach bereitete er 1158 den Italienzug vor. Ihm gelang es, zahlreiche Städte und Adlige Reichsitaliens zur Unterstützung zu bewegen.

## Kölner Erzbischof
Nachdem im Dezember 1158 der Kölner Erzbischof Friedrich II. von Berg in Pavia gestorben war, warb der Kaiser ausdrücklich für die Wahl von Rainald von Dassel als Nachfolger. Während er im Heerlager vor Mailand weilte, wurde er denn auch in Abwesenheit im Juni 1159 zum Erzbischof von Köln gewählt. Der Kaiser verlieh ihm die Regalien und machte ihn zum Erzkanzler für Italien. Aus diesem Grund verbrachte er viel Zeit im kaiserlichen Dienst und nicht in seinem Erzbistum.

### Reichspolitik
Nach dem Tod Hadrians IV. kam es zu einer Doppelwahl und damit zu einem Schisma. Rainald von Dassel war maßgeblich daran beteiligt, den kaiserfreundlichen Kandidaten Anerkennung zu verschaffen. Er nahm am Konzil von Pavia 1160 teil, dessen Leitung ihm selbst und dem Erzbischof von Mailand oblag, und sprach sich dort für den kaiserlich gesinnten Kandidaten Octaviano de Montecello und gegen Rolando Bandinelli als neuen Papst aus, der in Rom schon wenige Tage nach dem Tod des letzten Papstes Hadrian IV. unter Tumulten als neuer Papst am 7. September 1159 gewählt worden war. Octaviano de Montecello wurde nach der Wahl Rolando Bandinellis, der den Namen Alexander III. annahm, als Gegenpapst Viktor IV. eingesetzt. 1164 befand sich der Erzkanzler auf diplomatischer Mission in England und versuchte dort, die Unterstützung Heinrichs II. gegen den Papst zu gewinnen. Erfolglos blieb sein Bemühen am Hof Ludwig VII. von Frankreich. Auf der Synode von St. Jean-de-Losne versuchte Rainald von Dassel die Papstwahl zur Sache des Reiches zu erklären. Letztlich gelang es ihm nicht, Viktor IV. allgemeine Anerkennung zu verschaffen.
Zur Stärkung der kaiserlichen Macht in Reichsitalien schuf Rainald von Dassel eine Verwaltung. Im Konflikt mit Mailand war er erfolgreich. Es gelang, die Stadt 1162 zu erobern; daraufhin wurde sie zerstört. Deshalb wurde Rainald von Dassel 1163 vom Papst Alexander III. mit dem Bann belegt. Als Viktor IV. starb, trug Rainald von Dassel dazu bei, dass mit Paschalis III. ein Nachfolger gewählt wurde.
Nach einer weiteren Reise nach England im Jahr 1165 kam ein Bündnis zustande und es wurden auch Heiratsbeziehungen vereinbart. Darunter war auch die von Mathilde von England mit Heinrich dem Löwen. Mit dem Hinweis auf die englische Unterstützung gelang es Rainald von Dassel auf dem Hoftag in Würzburg, Kaiser und Fürsten, die geneigt waren, das Schisma zu beenden, auf die Unterstützung von Paschalis III. zu verpflichten.

### Politik im Erzstift

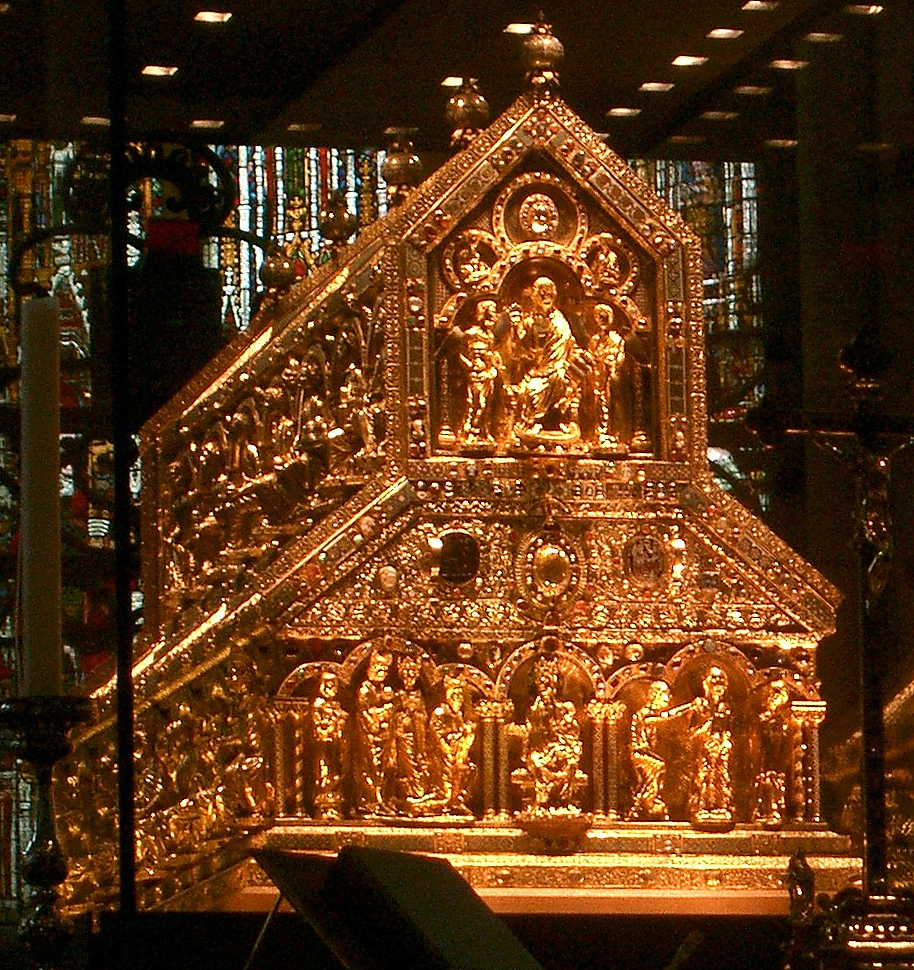
Vorderseite des Dreikönigsschreins

Auf den Druck der anderen Bischöfe hin ließ sich Rainald am 29. Mai 1165, einem Quatembersamstag, in Würzburg zum Priester und am 2. Oktober 1165 in Köln von Philipp von Katzenelnbogen zum Bischof weihen. Im selben Jahr setzte sich Rainald erfolgreich für die Heiligsprechung Karls des Großen ein, die vom Gegenpapst Paschalis III., aber nicht von Papst Alexander III. anerkannt wurde.
Abgesehen vom Sommer 1166 verbrachte Rainald von Dassel nur wenig Zeit in seinem Erzbistum, war aber auch dort wirksam. Nach der Eroberung Mailands brachte er im Jahr 1164 als Kriegsbeute die Gebeine der Heiligen Drei Könige, die ihm Barbarossa aus Dank überlassen hatte, nach Köln und die Gebeine der beiden Heiligen Gervasius und Protasius nach Breisach, wo sie im dortigen Stephansmünster in einem Reliquienschrein aufbewahrt werden. Im Bonner Münster wurden seit seiner Zeit die Reliquien des Cassius und Florentius verehrt. Um die Literatur machte er sich als Mäzen des Vagantendichters Archipoeta verdient. Im kölnischen Soest stiftete er das Stift St. Walburgis.
Er blieb weiter mit Hildesheim verbunden. So ließ er die Johannishofstiftung und das St. Johanneshospital errichten. Auch für den Bau der ersten steinernen Brücke über die Innerste in Hildesheim war er verantwortlich.
Er schmückte den Vorgängerbau des Kölner Doms mit seidenen Wandteppichen aus dem eroberten Mailand, ließ zwei Türme und neben der Südseite den neuen Erzbischöflichen Palast errichten. Den Plan zum Bau einer steinernen Brücke über den Rhein konnte er nicht mehr verwirklichen. Rainald übergab die erzbischöflichen Wirtschaftshöfe an die Zisterzienserklöster Kamp und Altenberg und trug damit zu ihrer Ertragssteigerung bei.
Auch trug er zur weltlichen Machtsteigerung der Kölner Kirche bei. In der Arnsberger Fehde gingen die erzbischöflichen Truppen 1164 gegen Heinrich I. vor. Durch den Erfolg des Feldzuges geriet die Grafschaft Arnsberg zumindest formell in Lehnsabhängigkeit des Erzbistums. Insbesondere Menden wurde Lehen des Erzstifts. Auch im sächsischen Aufstand von 1166/1167 gegen Heinrich den Löwen gelang es ihm, die Kölner Positionen zu verbessern. Auch die Burg Rheineck wurde erworben. Der Kölner Lehnshof und die Dienstmannschaft wurde ausgebaut.

### Letzte Erfolge und Tod
Rainald kehrte im Oktober 1166 nach Italien zurück. Seine Aufgabe war es, mit einigen Truppen dem kaiserlichen Heer den Vormarsch zu sichern. Bei Tusculum schlug Rainald zusammen mit Erzbischof Christian von Mainz ein überlegenes Heer der Römer am 29. Mai 1167 vernichtend. Daraufhin belagerten sie Rom. Nach der Ankunft des Kaisers wurde die Leostadt erobert. Zum Dank schenkte ihm der Kaiser den Reichshof Andernach und den Hof zu Eckenhagen mit seinen Silbergruben.
Rainald starb kurz darauf an einer Seuche, wahrscheinlich an Malaria (Sumpffieber) oder an Ruhr. Seine Gebeine wurden more teutonico nach Köln verbracht und im Alten Dom bestattet. Die Liegefigur seines Grabmals in der Marienkapelle des Doms vor dem dreiteiligen Flügelaltar der Stadtpatrone gestaltete Alexander Iven 1905 in Anlehnung an mittelalterliche Vorbilder.